# Aux écoutes
 (mars 2018).
Si vous disposez d'ouvrages ou d'articles de référence ou si vous connaissez des sites web de qualité traitant du thème abordé ici, merci de compléter l'article en donnant les références utiles à sa vérifiabilité et en les liant à la section « Notes et références ».

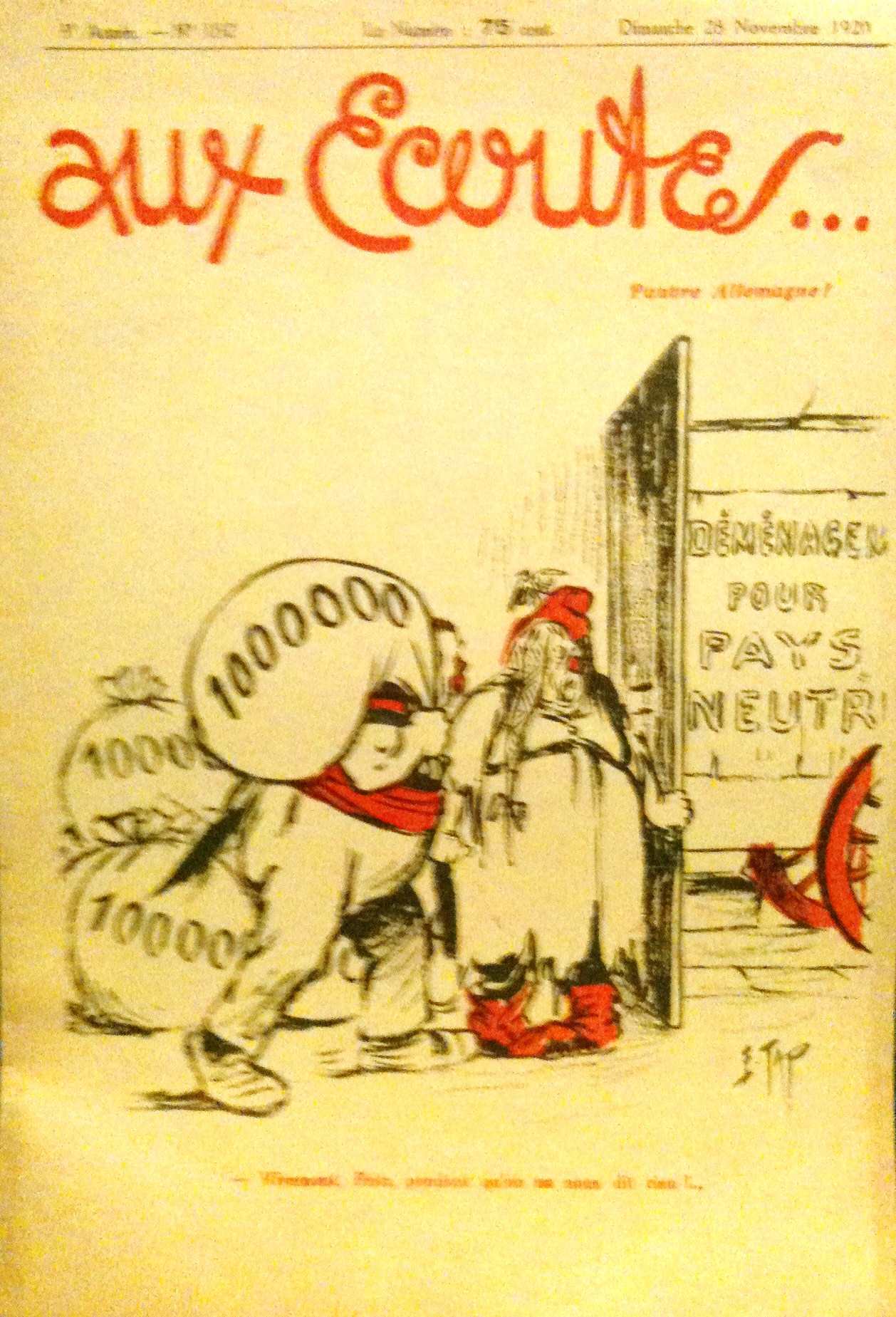
Couverture du 28 novembre 1920 illustrée par Émile Tap montrant l'Allemagne qui cherche à dissimuler ses capitaux afin d'échapper aux sanctions du traité de Versailles.

Hebdomadaire français, Aux écoutes est fondé  en 1918 par Paul Lévy, ancien rédacteur à L'Aurore, au Journal puis à L'Intransigeant.

## Histoire
Le journal, nationaliste et anti-allemand comprenant 20 pages avec un cahier intérieur en noir et blanc illustré de vignettes satiriques, est très vite hostile à la politique d'Aristide Briand et réclame même en 1933 une guerre préventive contre l'Allemagne. 
Aux écoutes de la finance, supplément financier, est créé en 1929. 
En 1933, Paul Lévy tente de faire vivre un quotidien lancé par Alexandre Stavisky, qui devient Aujourd'hui et disparaît en 1934 après l'affaire Stavisky. Plusieurs auteurs y collaborent de manière anonyme, comme Michel Mardore pour le cinéma.
Maurice Blanchot fut le rédacteur en chef de 1934 à 1937.
Aux écoutes reparaît après la Seconde Guerre mondiale, en 1945, sous un nouveau titre : Aux écoutes du monde. Le principal dessinateur est alors Sennep. Les autres dessinateurs tels que Claude Garnier, Nitro, Hervé, Chen et Mad sont également présents. La formule n'a guère changé, à savoir celle d'une feuille d'échos parfois accusée d'être une feuille de chantage.
Toujours marqué à droite, l'hebdomadaire est positionné dans un conservatisme libéral expressément antifasciste, antiraciste, pro-israélien, mais aussi très hostile au gaullisme. L'hebdomadaire est ainsi un des porte-paroles de l'Algérie française et ouvre ses colonnes à Georges Bidault. 
Aux écoutes cesse de paraître en 1969, après avoir été repris par Thierry Lévy, le fils de Paul Lévy.
Pub d'entracte avec Gérard Hernandez de 58 à 63.